# طرديلن خشن الثمار
طرديلن خشن الثمار أو طرذيلن خشن الثمار (الاسم العلمي: Tordylium trachycarpum) هو نوع غير مؤكد من النباتات يتبع جنس الطرديلن من الفصيلة الخيمية.